# Tableau de chasse par Auguste Renard
Pour plus de détails, voir Fiche technique et Distribution.
Tableau de chasse par Auguste Renard (Foxy by Proxy) est un court métrage d'animation de la série américaine Merrie Melodies, réalisé par Friz Freleng et sorti le 23 février 1952, qui met en scène Bugs Bunny.